# 테라로사

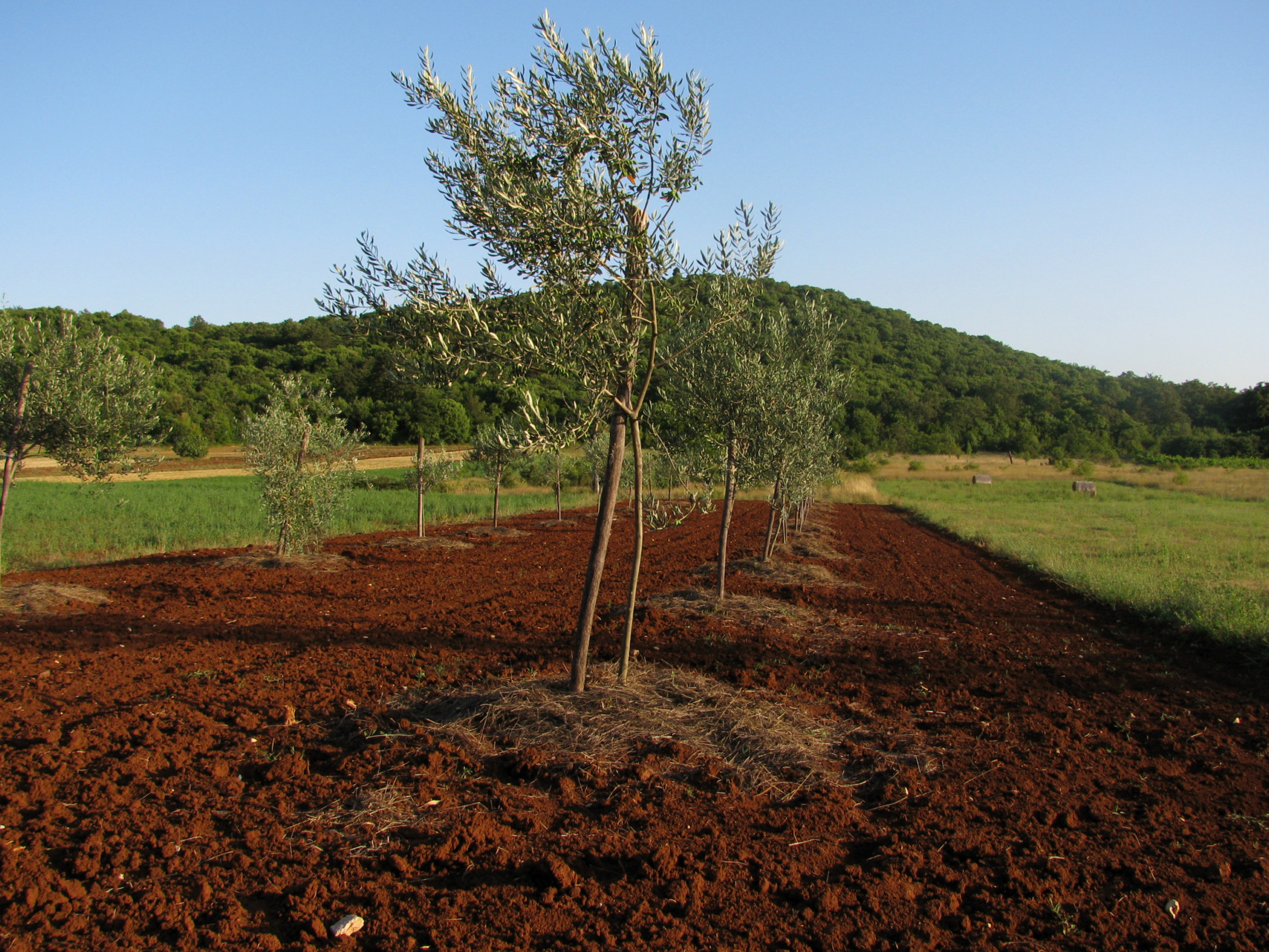

테라로사(Terra rossa)는 석회암의 풍화 작용으로 생성되는 붉은 색의 간대토양이다. 석회암이 풍화될 때, 적토는 바위 안에 포함되어, 녹지 않는 다른 돌의 성질과 함께 남게 된다. 지하수면 위에 떠 있게 될 때 탄산칼슘은 물에 녹아 나오고, 산화철과 산화알루미늄 등이 점토 안에 남게 되어 생성된다. 이러한 과정에서 특유의 붉거나 주황빛을 내며, 점토성을 지니게 되었다.

## 분포
테라로사는 보통 지중해성 기후 지역에 분포하는데, 이런 곳으로는 지중해 연안지방, 브라질, 호주의 쿠나와라(Coonawarra) 지역 등이 있다. 기후와 토양이 상이한 곳의 예외로는 캐나다의 Prince Edward Island이 있다.

## 식생
다른 많은 점토성 토양과 비교하자면, 테라로사는 놀라울 만큼 배수성이 좋다. 그래서 포도 재배가 이뤄지며, 와인을 생산하는 토양으로 유명하다. 와인 생산국 중에, 스페인의 라만차(La Mancha)나 오스트레일리아의 쿠나와라가 그렇다. 또한, 커피나무가 잘 자란다.